# فريدريك سوليفان (لاعب كريكت)
فريدريك سوليفان (بالإنجليزية: Frederick Sullivan)‏ (1 فبراير 1797 بإنجلترا في المملكة المتحدة - 28 يوليو 1873) هو لاعب كريكت بريطاني (وحمل سابقاً جنسية المملكة المتحدة لبريطانيا العظمى وأيرلندا ومملكة بريطانيا العظمى). لعب مع نادي مارليبون للكريكت ‏.